# Lazarići (distrikt Brčko)
Lazarići su bivše samostalno naselje s područja današnjeg distrikta Brčkog, BiH.

## Povijest
Za vrijeme socijalističke BiH ovo je naselje pripojeno naselju Brčko.